# Septilion
Septilion je přirozené číslo, v desítkové soustavě: 1 000 000 000 000 000 000 000 000 000 000 000 000 000 000 = 1042 = (106)7. Dá se také označit jako tisíc sextiliard, milion sextilionů, triliarda triliard, apod.
V krátké škále, používané v někt. zemích, toto slovo označuje číslo 1024 = (103)7+1.